# لورنزو لوتو
لورنزو لوتو (ایتالیایی: Lorenzo Lotto؛ زاده ۱۴۸۰ –درگذشته ۱۵۵۷)، نقاش، طراح و تصویرگر ایتالیایی بود که به‌طور سنتی جز مکتب ونیزی بود، هرچند بیشتر دوره کاری‌اش را در دیگر شهرهای شمالی ایتالیا گذراند. او به‌طور عمده نقاشی‌هایی در مورد محراب، موضوعات مذهبی و پرتره کشید.

## نگارخانه

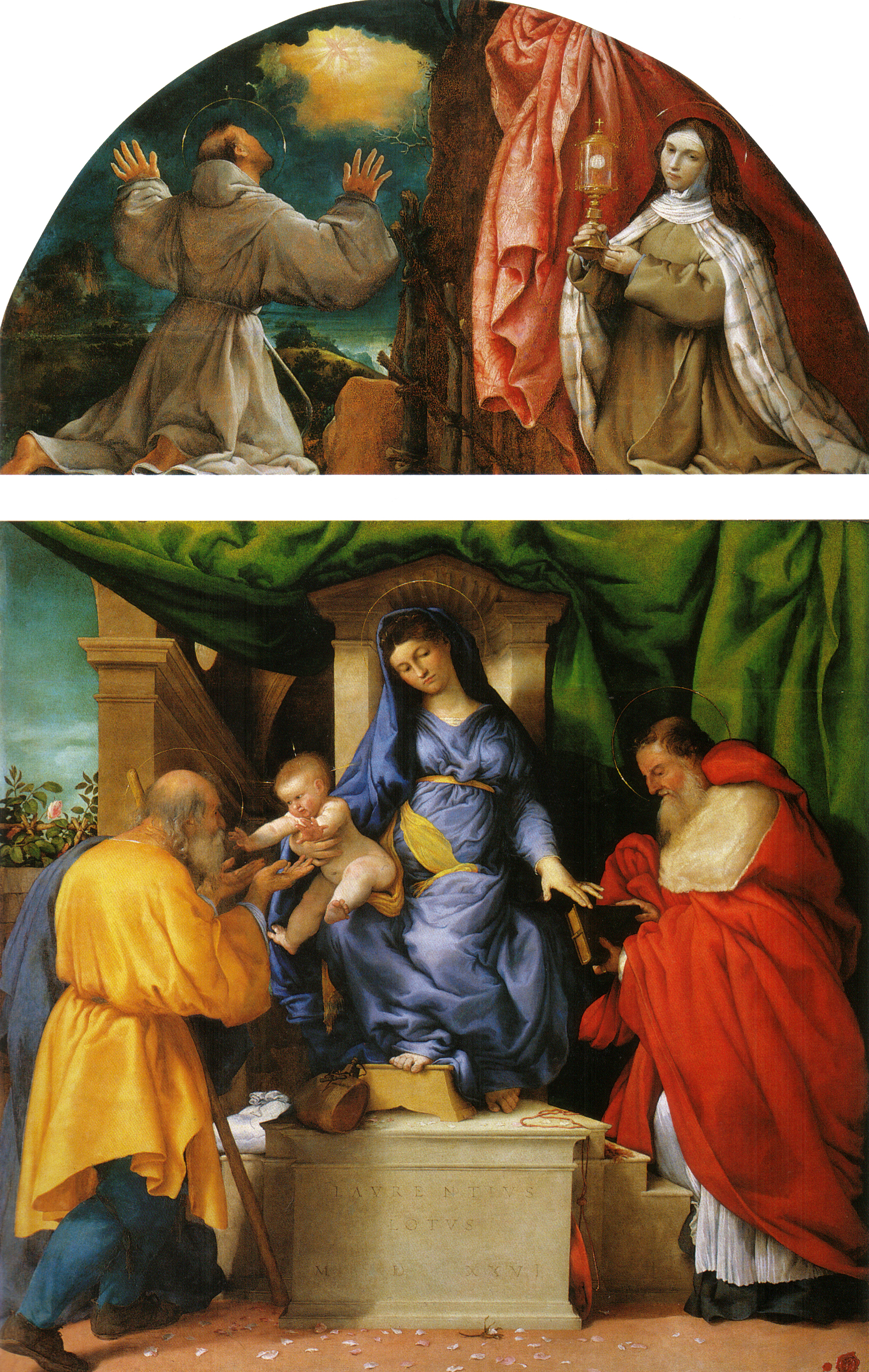
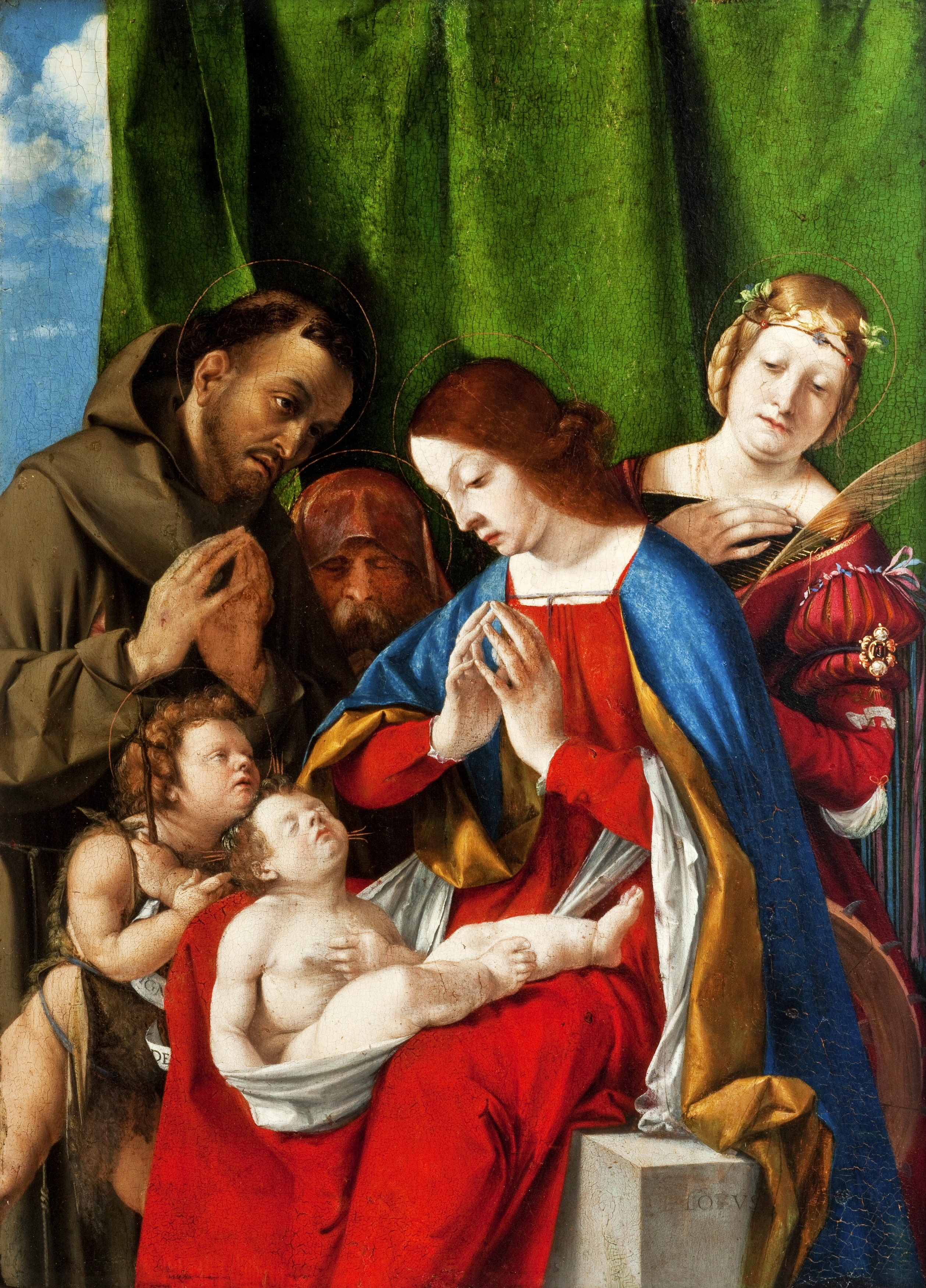
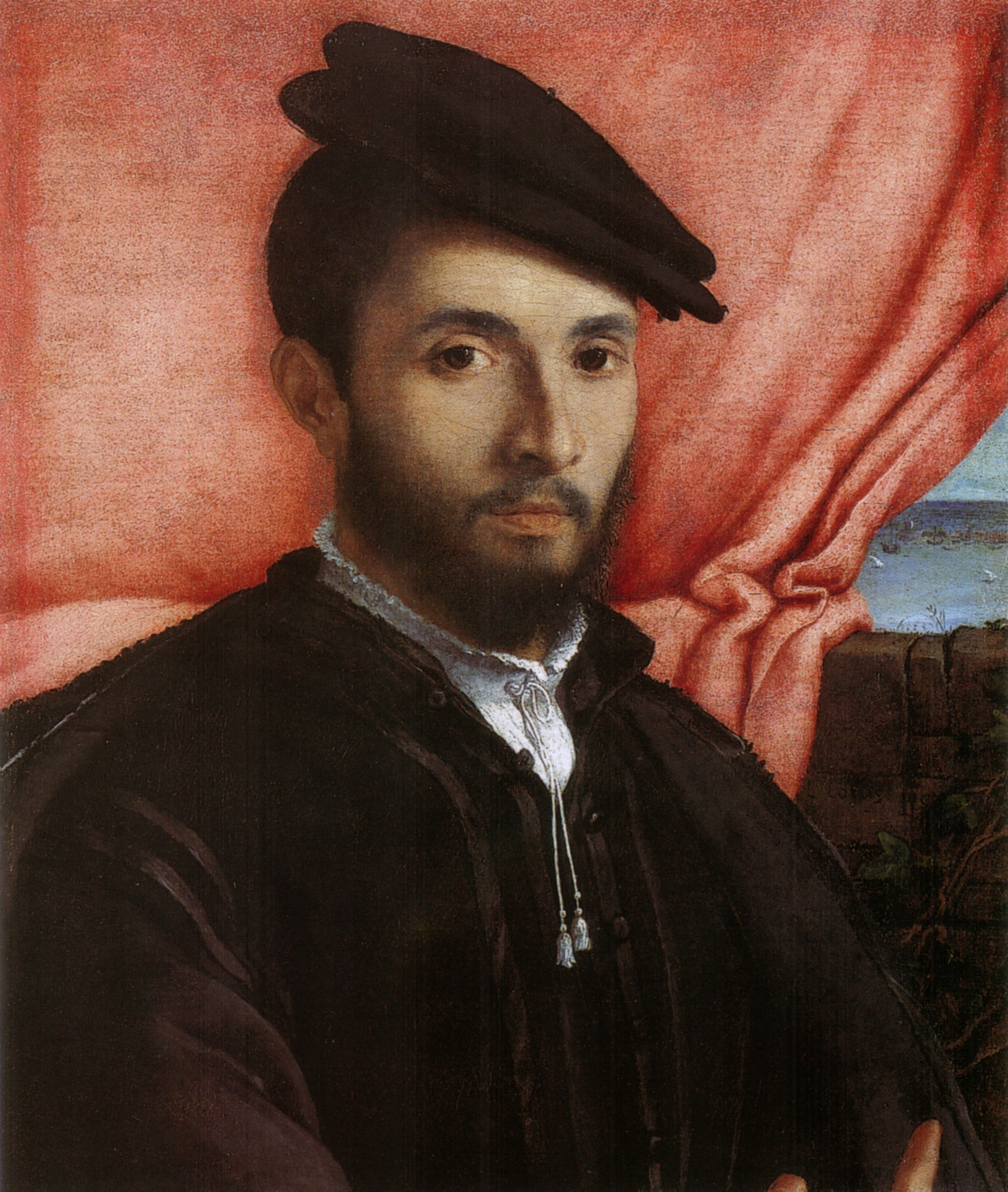
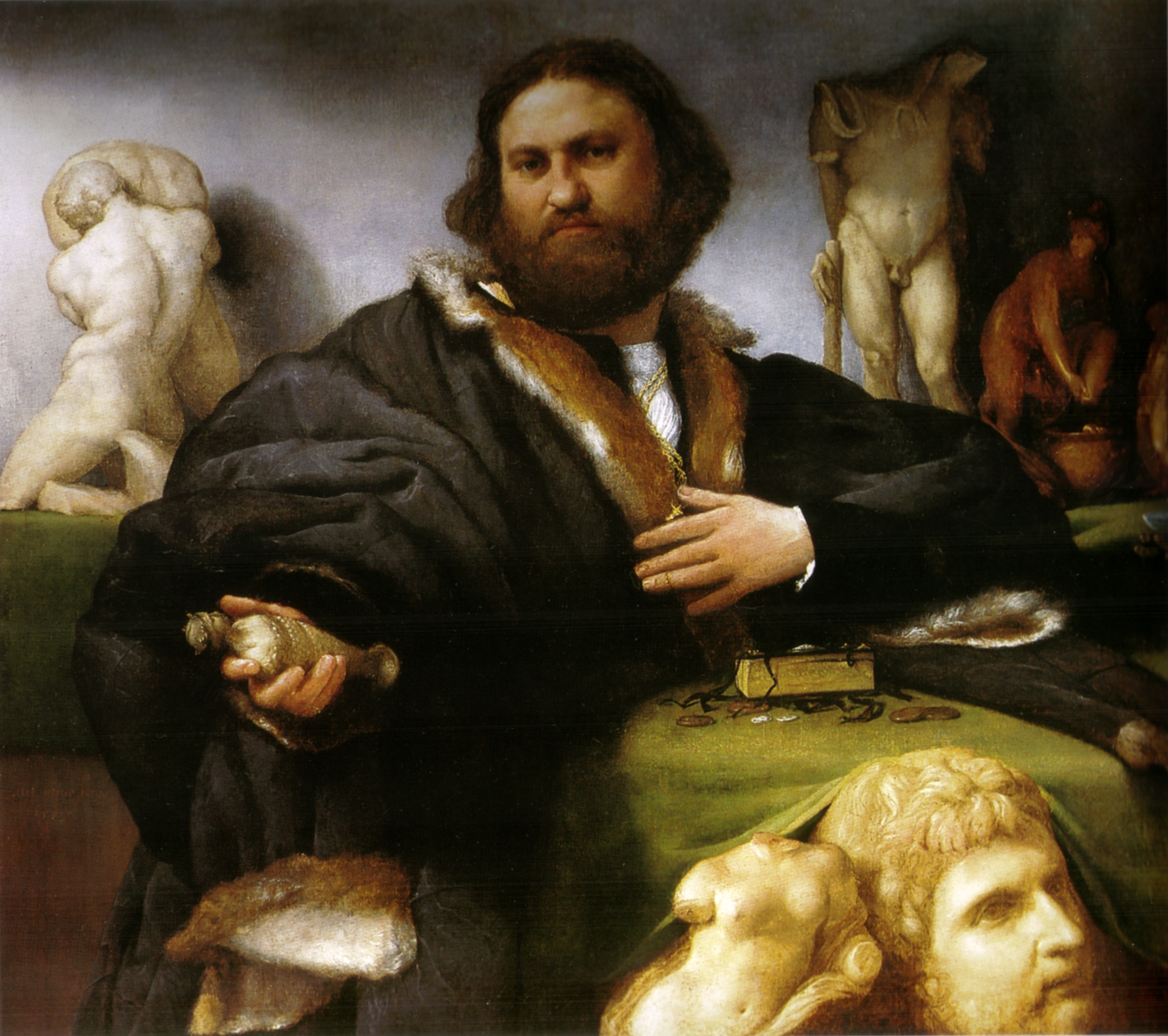
پرتره آندریا اودونی ۱۵۲۷ م. کلکسیون سلطنتی
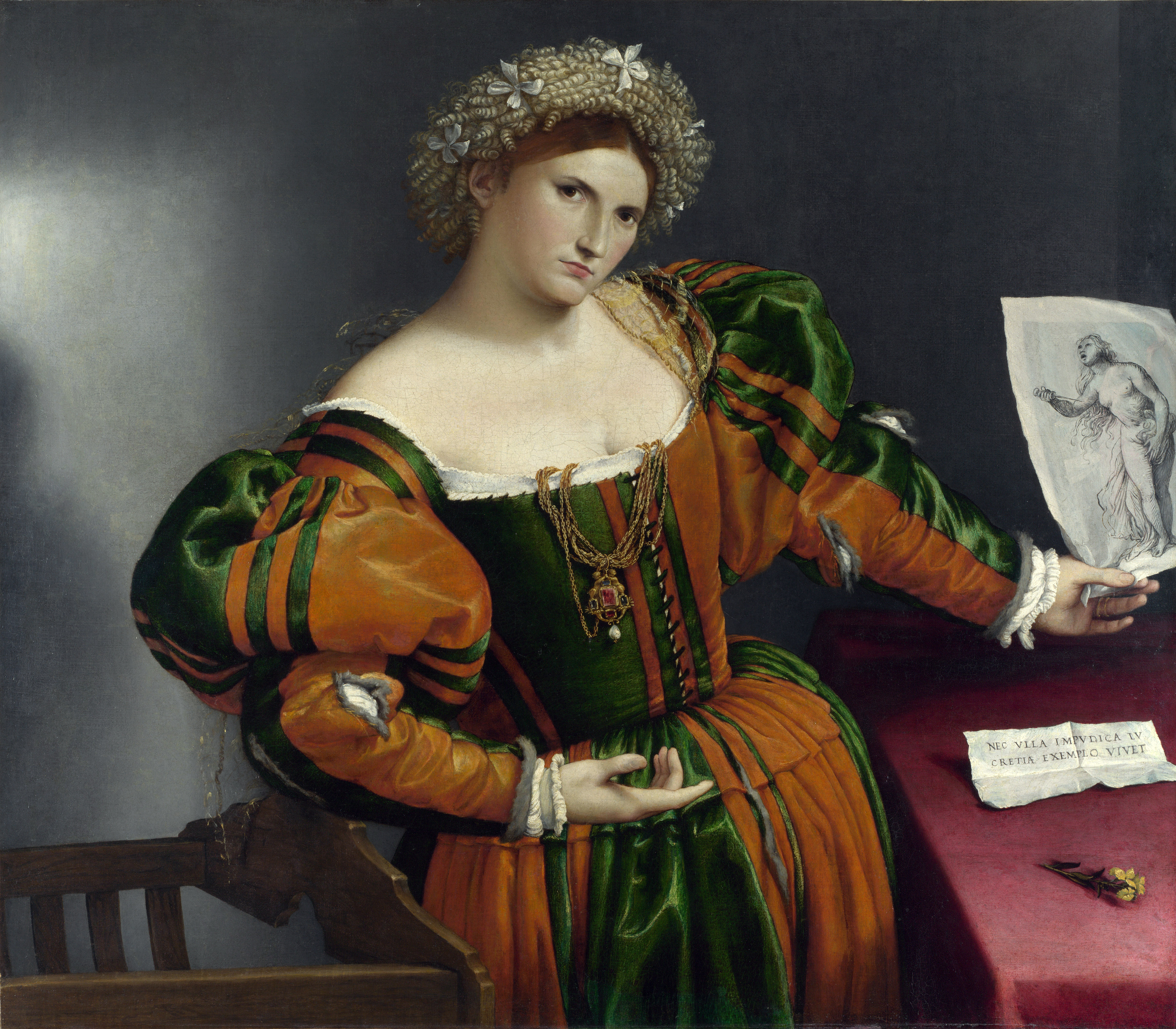
پرتره یک زن
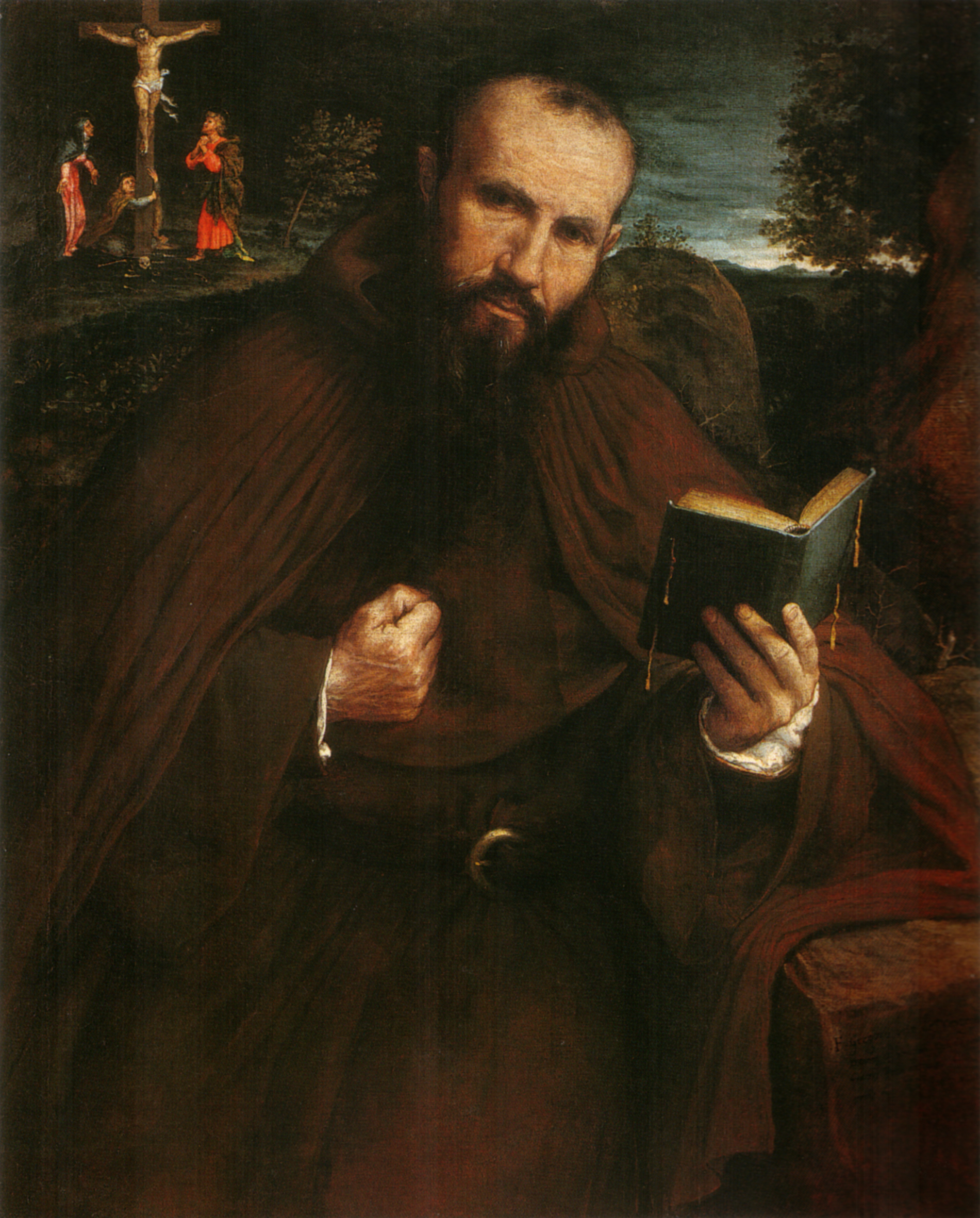
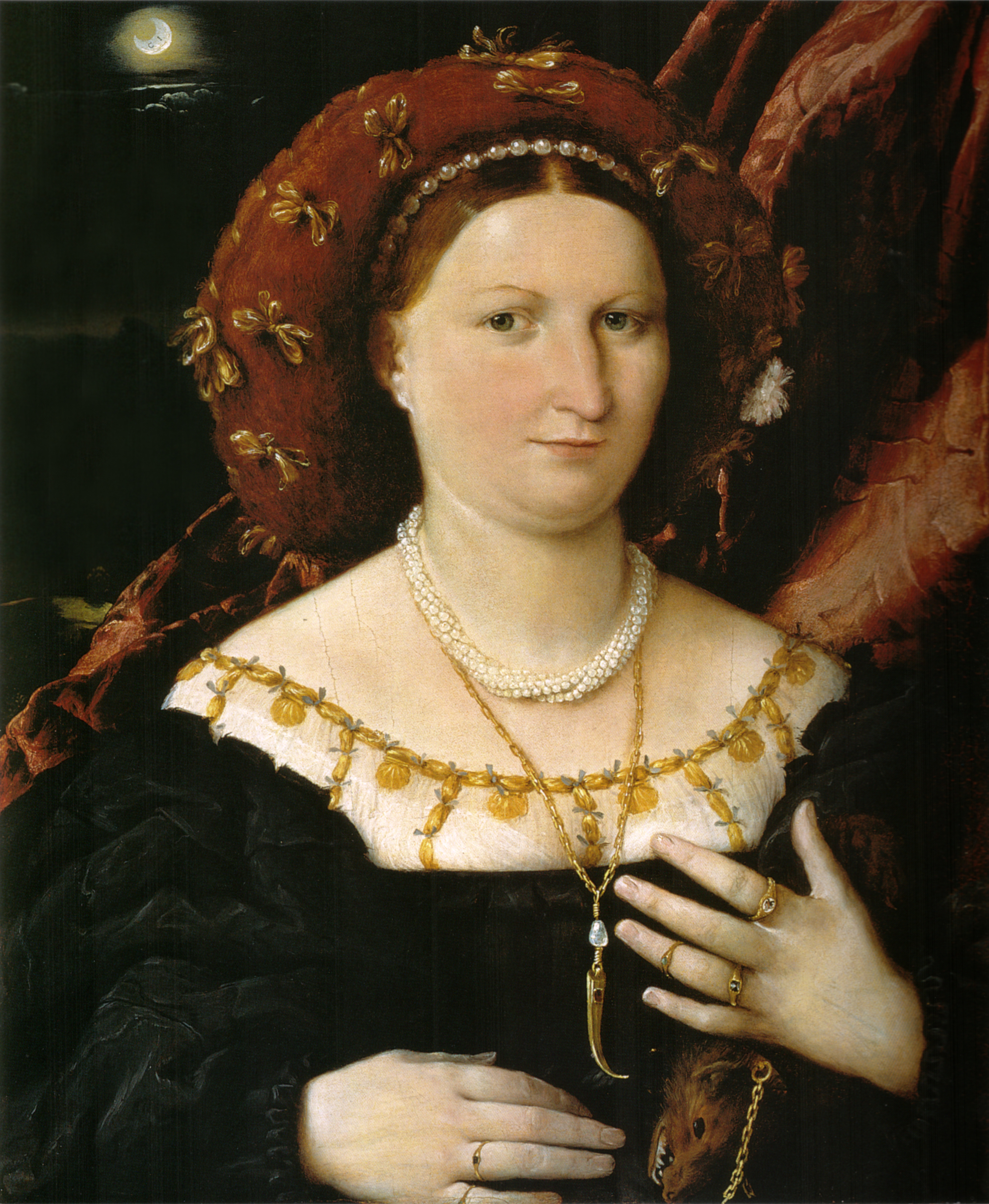
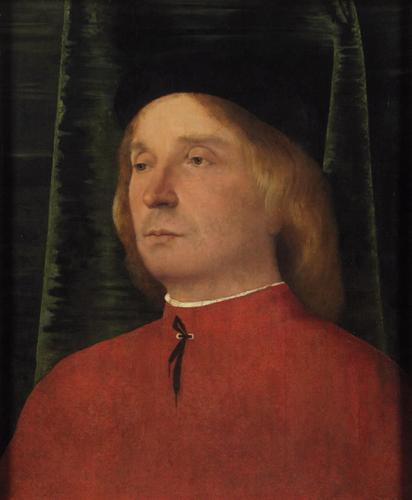
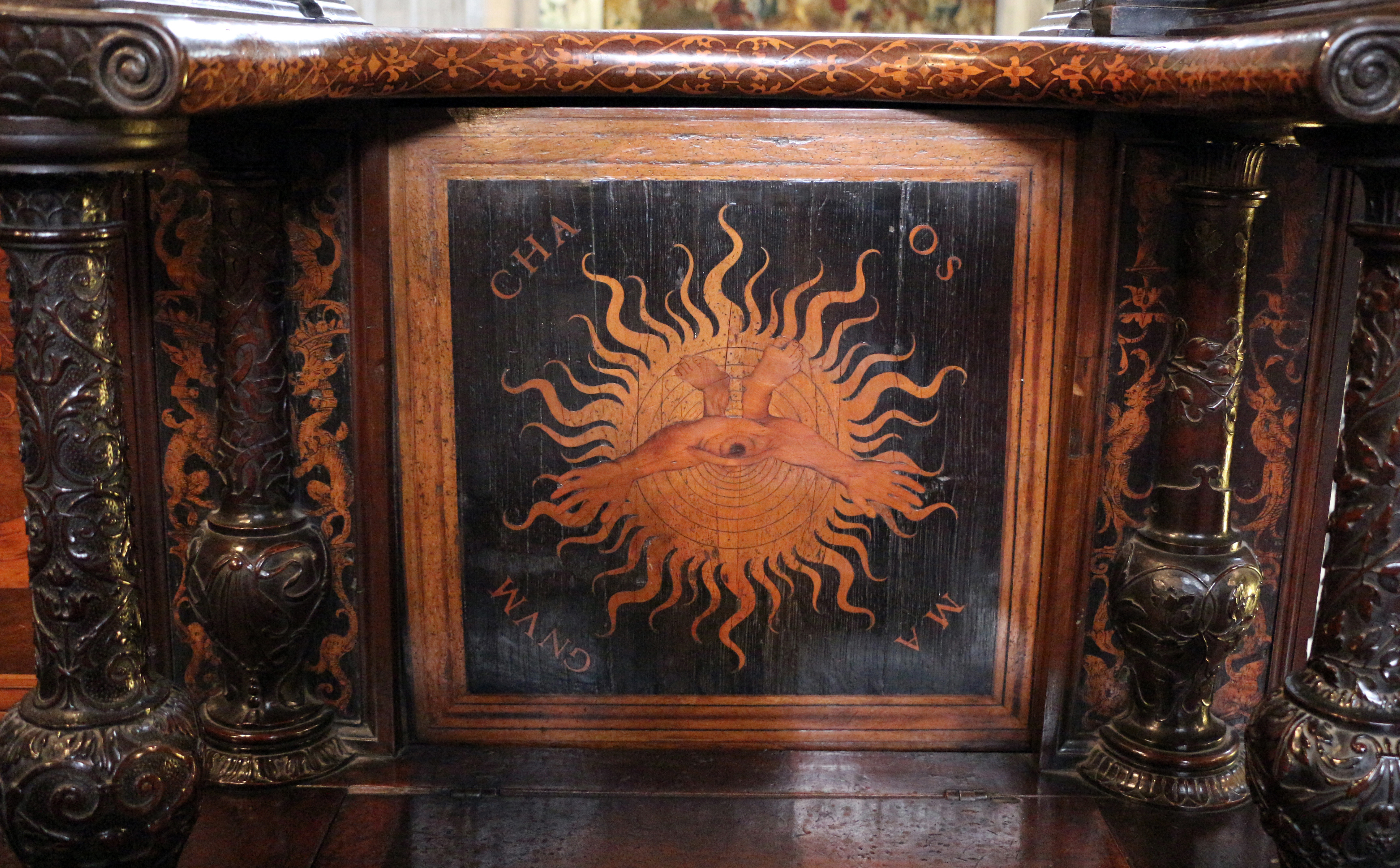
۱۵۳۳ م.
نگارخانه ملی لندن